# Bestwina
Pour la commune, voir Bestwina (gmina).
Bestwina (prononciation : [bɛstˈfʲina]) est une localité polonaise et siège de la gmina du même nom, située dans le powiat de Bielsko-Biała en voïvodie de Silésie.